# Emelie Öhrstig
Frida Emelie Öhrstig (Borås, 27 febbraio 1978) è un'ex fondista svedese.

## Biografia
In Coppa del Mondo esordì l'11 marzo 1998 a Falun (70ª) e ottenne l'unico podio il 23 gennaio 2005 a Pragelato (2ª).
In carriera prese parte a un'edizione dei Giochi olimpici invernali, Torino 2006 (47ª nella 10 km, 22ª nella sprint), e a due dei Campionati mondiali, vincendo una medaglia.

## Palmarès

### Mondiali
- 1 medaglia:
  - 1 oro (sprint a Oberstdorf 2005)

### Coppa del Mondo
- Miglior piazzamento in classifica generale: 25ª nel 2005 e nel 2006
- 1 podio (a squadre[1]):
  - 1 secondo posto